# Revolution Dub
'14 Dub Blackboard Jungle – album Lee "Scratch" Perry'ego i The Upsetters, jego zespołu towarzyszącego, wydany w 1975 roku w minimalnym nakładzie. Album zawiera liczne eksperymenty, m.in. podkreślenie basu, fragmenty transmisji radiowych z brytyjskiej telewizji (m.in. Doctor in the House czy przypominające drum'n'bass pionierskie wykorzystanie automatu perkusyjnego w dubie. Reedycje wychodziły nakładem m.in. Cactus Records, Rhino Records, Orange Street, Crocodisc.

## Lista utworów
Wszystkie utwory skomponował Lee "Scratch" Perry.

### Strona A
| 1. | "Dub Revolution"   | 4:26  |
|    |                    |       |
| 2. | "Womans Dub"       | 3:28  |
|    |                    |       |
| 3. | "Kojak"            | 3:45  |
|    |                    |       |
| 4. | "Doctor on the Go" | 3:59  |
|    |                    |       |
| 5. | "Bush Weed"        | 3:48  |
|    |                    |       |
|    |                    | 19:26 |
|    |                    |       |

### Strona B
| 1. | "Dreadlock Talking" | 3:26  |
|    |                     |       |
| 2. | "Own Man"           | 1:42  |
|    |                     |       |
| 3. | "Dub the Rhythm"    | 3:02  |
|    |                     |       |
| 4. | "Rain Drops"        | 3:03  |
|    |                     |       |
|    |                     | 11:13 |
|    |                     |       |